# Oyonnax
Oyonnax is een gemeente in het Franse departement Ain (regio Auvergne-Rhône-Alpes).  De gemeente telde 22.378 inwoners op 1 januari 2022.

## Geschiedenis
De gemeente ontwikkelde zich langs de rivier Sarsouille. Langs de rivier werden verschillende watermolens gebouwd. Als vroeg stond Oyonnax bekend voor de fabricatie van kammen. Deze werden aanvankelijk gemaakt uit bukshout en vanaf de 18e eeuw uit paarden- en koeienhoeven. In de 20e eeuw werd dit plastic. Vanwege de belangrijke positie van de plasticindustrie heeft Oyonnax als bijnaam Plastic-Vallée.
In 1943 marcheerden meer dan 100 verzetslui door de gemeente om Wapenstilstand te vieren, ondanks een verbod van de regering Pétain. Door dit Defilé van 11 november 1943 in Oyonnax ontving de gemeente na de oorlog het Croix de guerre en de médaille de la Résistance.

## Geografie
De oppervlakte van Oyonnax bedroeg op 1 januari 2022 36,37 vierkante kilometer; de bevolkingsdichtheid was toen 615,3 inwoners per km². Oyonnax is gelegen in de vallei van het Juragebergte in het noorden van het departement. Door de stad stroomt de Sarsouille.
De onderstaande kaart toont de ligging van Oyonnax met de belangrijkste infrastructuur en aangrenzende gemeenten.

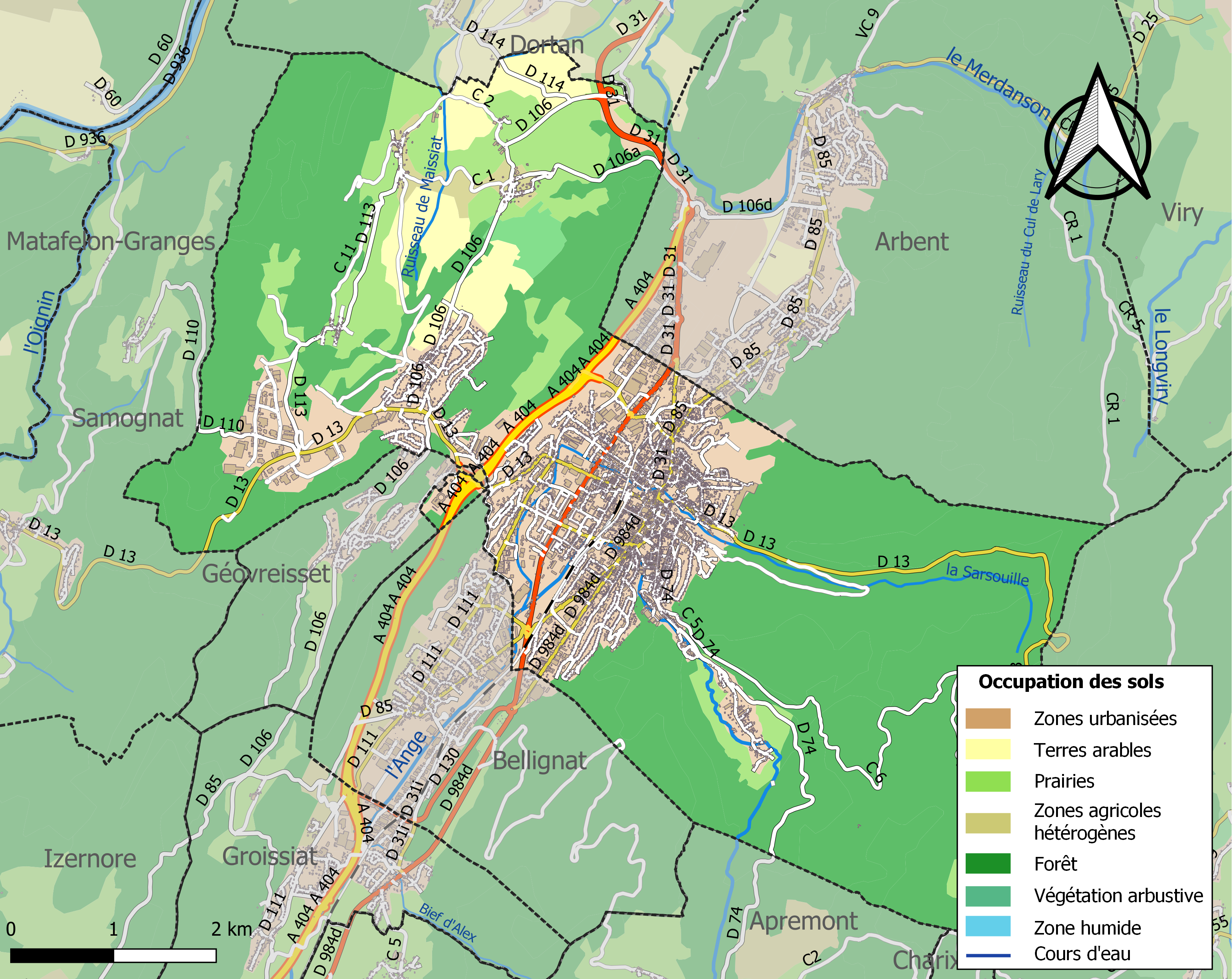

## Verkeer en vervoer
In de gemeente ligt spoorwegstation Oyonnax.

## Demografie
Onderstaande figuur toont het verloop van het inwoneraantal van Oyonnax vanaf 1962. De cijfers zijn afkomstig van het Frans bureau voor statistiek en bevatten geen dubbel getelde personen (volgens de gehanteerde definitie population sans doubles comptes).
Vanwege een beveiligingsprobleem met de MediaWiki Graph-software is het momenteel niet mogelijk deze grafiek weer te geven. Zodra de software is bijgewerkt zal de grafiek vanzelf weer zichtbaar worden.

## Sport
Oyonnax was twee keer etappeplaats in de wielerkoers Ronde van Frankrijk. In 2014 won er de Fransman Tony Gallopin. In 2021 startte er een door de Belg Dylan Teuns gewonnen etappe naar Le Grand-Bornand.

## Stedenbanden
Oyonnax onderhoudt een stedenband met Eislingen/Fils in Duitsland en met Carpi in Italië.

## Geboren in Oyonnax
- Léger-Félicité Sonthonax (1763-1813), politicus en abolitionist gedurende de Franse Revolutie
- Paul Collomb (1921–2010), schilder
- Boulaye Dia (1996), voetballer

## Afbeeldingen

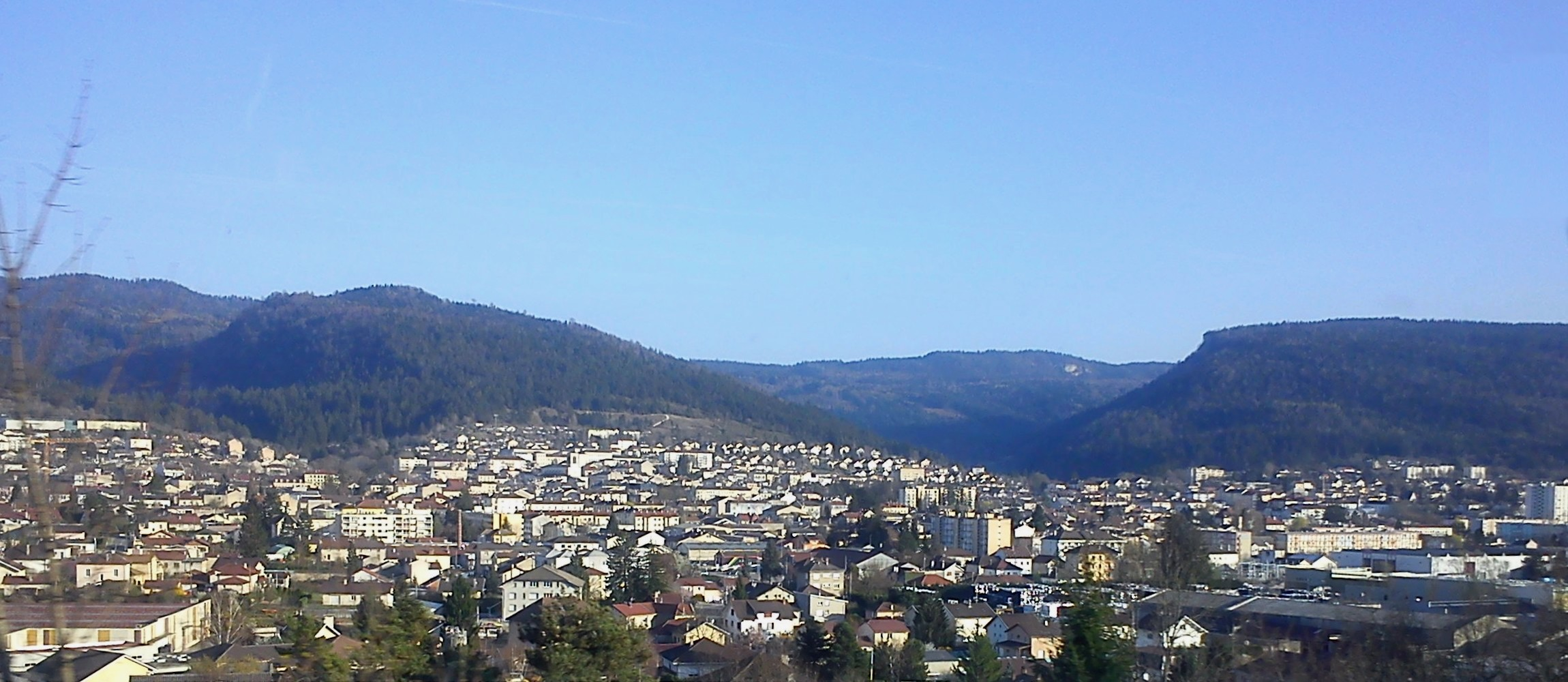
Gezicht op Oyonnax
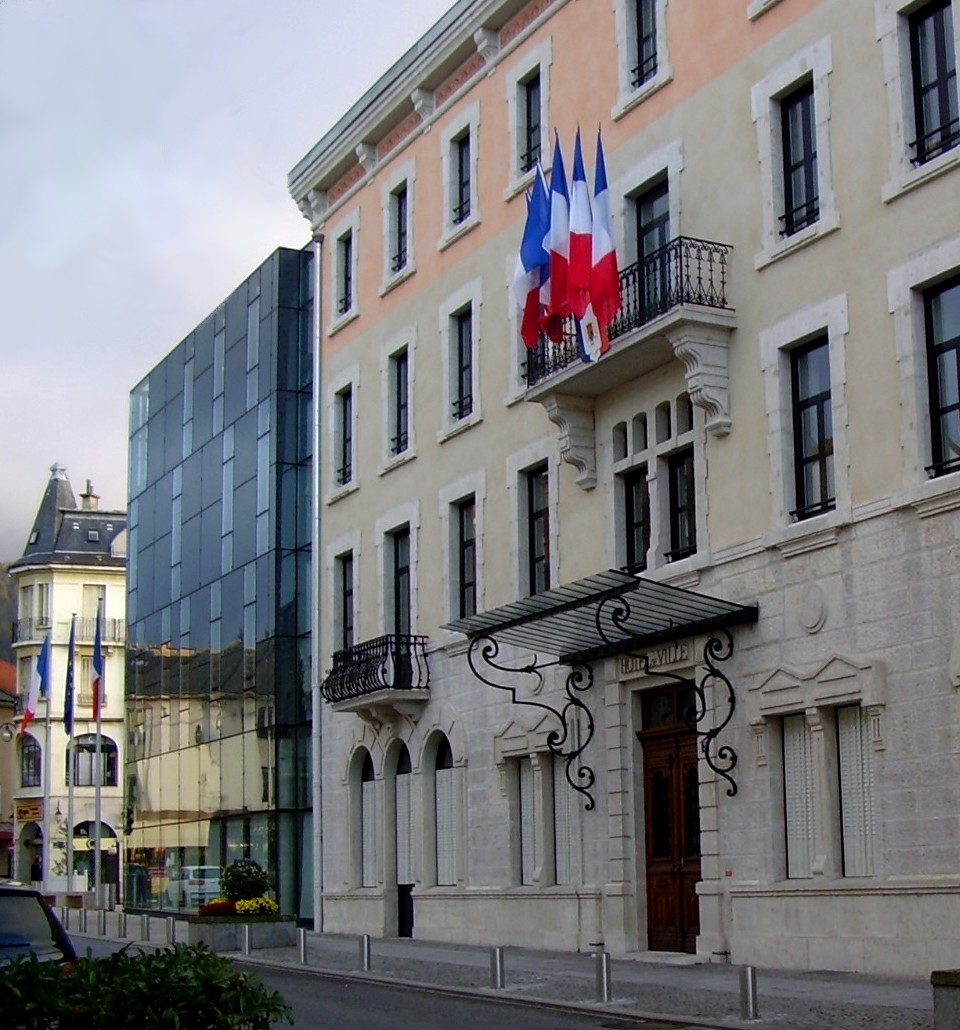
Gemeentehuis
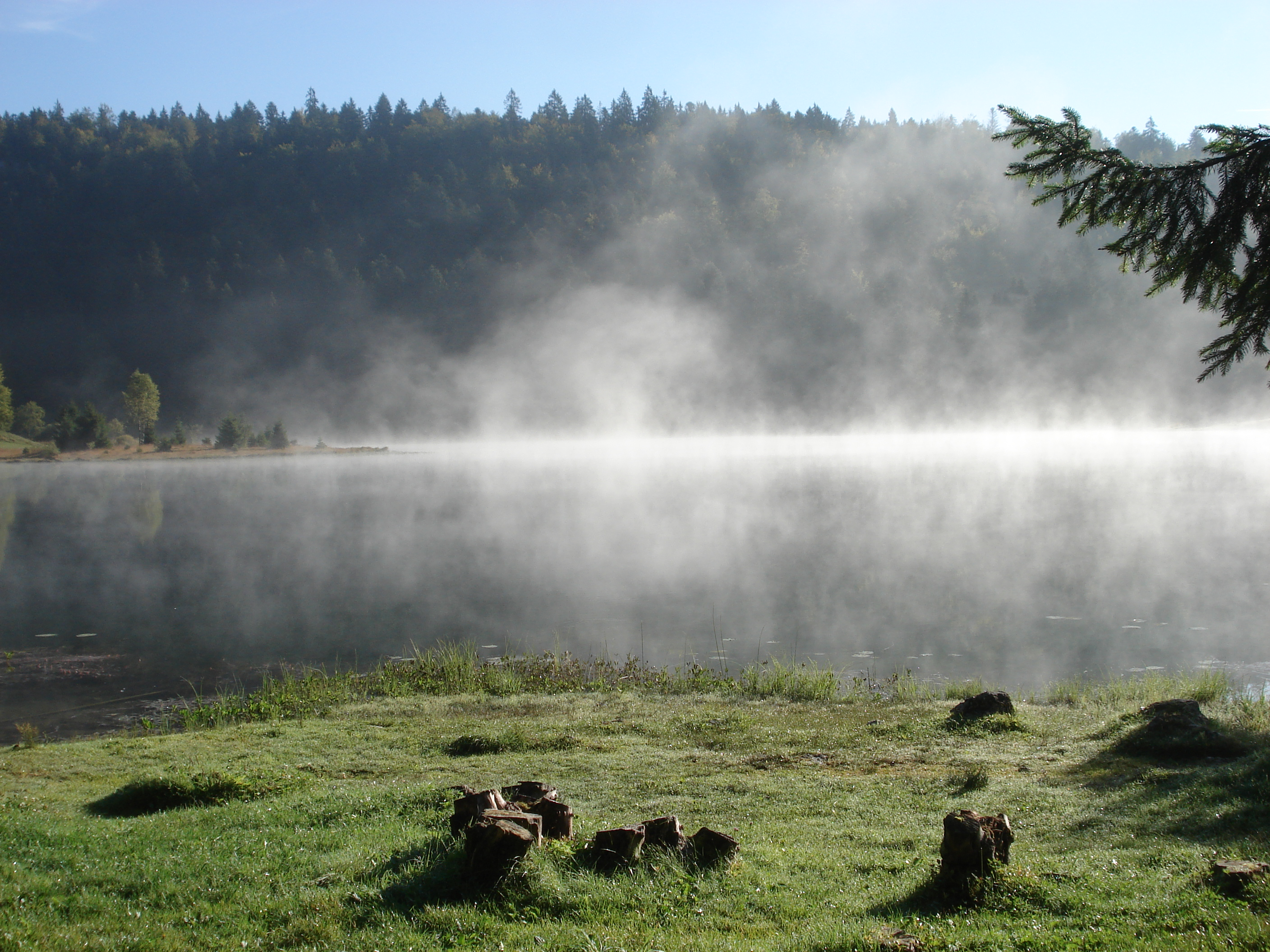
Lac Genin